# Abbéville-la-Rivière
Abbéville-la-Rivière  [abevil la ʁiviɛʁ] je obec v jihozápadní části metropolitní oblasti Paříže ve Francii v departementu Essonne a regionu Île-de-France. Od centra Paříže je vzdálena 58 km.

## Sousední obce
Abbéville-la-Rivière sousedí s Fontaine-la-Rivière, Marolles-en-Beauce, Bois-Herpin, Saint-Cyr-la-Rivière, Roinvilliers, Arrancourt, Sermaises a Rouvres-Saint-Jean.

## Vývoj počtu obyvatel
Počet obyvatel